# Hypertrofi
Hypertrofi är den medicinska termen när en vävnad eller ett organ är förstorad (organomegali), och kallas också organförstoring eller vävnadsförstoring. Vid hypertrofi ökar organets storlek på grund av att cellerna förstoras och organet eller vävnaden ansamlar vätska, medan neoplasi innebär att ett organ förstoras till exempel på grund av tumörer.
Hypertrofi induceras primärt i terminalt differentierade celltyper som ett svar på ökad arbetsbelastning, och det kan vara normalt eller ett tecken på sjukdom. Exempelvis hypertrofi av hjärtmuskeln kan ske på grund av arteroskleros eller höjt blodtryck. Men vanlig träning ger också förstorat hjärta (idrottshjärta), som en fysiologisk anpassning, liksom fallet är då myometriet tillväxer vid graviditet.
Sacroplasmisk hypertrofi innebär att muskelstorleken expanderar på grund av förökad volym av sakroplasmisk vätska i muskelcellerna. 
Myofibril hypertrofi innebär att muskelstorleken expanderar på grund av att cellerna förstoras.
Kroppsbyggare, den grupp av tränande människor som främst eftersträvar hypertrofi, tränar generellt sett med mer måttliga vikter och ganska kort vila mellan seten vilket ger en hög metabolisk stress. Styrkelyftare fokuserar istället på att träna med tunga vikter och längre vila mellan intervallerna. Vilken metod som ger optimal hypertrofi är dock oklart, eftersom både mekanisk spänning, metabolisk stress och små skador i musklerna är faktorer som påverkar hypertrofin.
Enligt en översiktsstudie verkar en lite längre setvila vara något bättre för den som eftersträvar hypertrofi, men skillnaden i muskelökning mellan längre och kortare setvila verkar inte vara särskilt stor. Bevisen för att det ena eller det andra skulle vara mer fördelaktigt är dessutom tunt.